# Jorunn Bjørgum
Jorunn Bjørgum como Jorunn Hagen (Oslo, 22 de enero de 1942 ) es una historiadora noruega. Fue profesora de historia en la Universidad de Oslo y directora del Instituto Histórico (2000–2003) y del fusionado Instituto de Arqueología, Conservación e Historia (2005–2008). Su investigación se ha centrado en la historia del movimiento obrero. Desde 2012, Bjørgum está jubilada.

## Carrera
Bjørgum obtuvo su título de cand. philol. en la Universidad de Oslo en 1968 con especialización en historia y estudios intermedios en inglés y francés. Trabajó en el Sindicato de Trabajadores de la Industria Química de Noruega de 1969 a 1971 y fue becaria, asistente científica y ayudante en el Instituto Histórico de la Universidad de Oslo entre 1972 y 1980. Desde 1981 hasta 1998 fue profesora asociada en el mismo lugar y se convirtió en profesora de historia en 1999. Obtuvo su doctorado en 1996, con la tesis Martin Tranmæl y la radicalización del movimiento obrero noruego 1906–1918 (publicada nuevamente en 1998). Ha sido investigadora visitante en la Universidad de Pittsburgh (1988–1990) y ha visitado la Universidad de Estocolmo y la Universidad de Södertörn (1997–1998).
Como directora del instituto, Bjørgum estuvo involucrada en el conflicto con el profesor Arnved Nedkvitne, que llevó al caso de despido en su contra.
Jorunn Bjørgum es hermana de Carl I. Hagen. Su padre, Ragnar Hagen (1908–69), fue gerente. Es originaria de Røa.

## Premios y distinciones
Bjørgum recibió el Premio Eilert Sundt en 2006. 

## Publicaciones
- Venstre og kriseforliket. Landbrukspolitikk og parlamentarisk spill 1934-1935. (1970, 2.ª ed. 1978)
- Norsk Kjemisk Industriarbeiderforbund gjennom 50 år (1973)
- 1998 – Martin Tranmæl og radikaliseringen av norsk arbeiderbevegelse 1906-1918 Texto completo en nb.no
- Da Høire parerte ordre. Høyre og voldgiftsloven av 1927 Historisk tidsskrift 1987 66: 1-27
- Syndikalismen i Norge. Historisk tidsskrift 1998 77: 31-50